# Eutiquio Timoté
Eutiquio Timoté   (Coyaima, 1890 - Coyaima, 1967) fou un polític i sindicalista indígena colombià, membre de l'ètnia dels pijaos, del Tolima, i militant del Partit Comunista Colombià en els anys 30, sent el primer comunista a presentar-se a uns comicis a Colòmbia, i el primer indígena a fer una candidatura presidencial.
Va ser candidat pels comunistes en les eleccions presidencials de 1934, on va ser vençut per amplíssima diferència pel Partit Liberal i el seu candidat, Alfonso López Pumarejo, qui va guanyar sense rival. Acabada la seva candidatura va tornar a les labors agrícoles, fins a la seva mort en 1967, on va morir oblidat i malalt.

## Biografia
Timoté va néixer al resguardo pijao de Coyaima, en Tolima, en 1890.
En la seva joventut es va fer amic de Quintín Lame, líder indígena caucà, qui pel seu activisme polític va ser diverses vegades empresonat per les autoritats.

### Candidatura presidencial
El 6 de gener de 1934, Timoté va ser postulat de manera simbòlica pel Partit Comunista Colombià com el seu candidat a la presidència de la república, camb l'indígena pijao José Gonzálo Sánchez com a fórmula vicepresidencial. Es parla d'una candidatura simbòlica perquè el potencial electoral dels comunistes era nul, i aquests preferien secundar obertament la causa liberal.
El desastrós resultat però no va ser una sorpresa: El candidat liberal Alfonso López Pumarejo, triat pel Directori Liberal per succeir en el poder al president Enrique Olaya Herrera va obtenir el 99% dels vots, contra els 3.400 vots de Timoté i Sánchez. L'aclaparadora victòria de López es va donar perquè a més d'aglutinar a altres comunistes dins de la seva causa, no va tenir contendent en els comicis, ja que els conservadors es van negar a presentar una candidatura, al·legant falta de garanties per al partit.
Elegit López, els comunistes es van adherir al seu govern, i Timoté va tornar a la feina de casa agràries.